# Félix María Pareja
Félix María Pareja Casañas (Barcellona, 15 dicembre 1890 – Alcalá de Henares, 26 agosto 1983) è stato un islamista, arabista e bibliotecario spagnolo.
Fu un gesuita.

## Biografia
Fondò nel 1954 la "Biblioteca Islamica", che più tardi fu intitolata a lui in segno di omaggio.
Fu uno studioso apprezzato in patria e a livello internazionale e pubblicò un vasto numero di contributi scientifici arabistici e islamistici, tra cui, la vasta monografia Islamologia, per la quale lavorò tra il 1952 e il 1954, tradotta a Roma nel 1954 dalla casa editrice  "Orbis Catholicus", in cui è ospitato un saggio sull'Indonesia di Alessandro Bausani.
Fu anche un appassionato fotografo

## Fonti
Moreno, Aristóteles (5 de noviembre de 2021). «La formidable Biblioteca Islámica de España que fue fundada por un sacerdote en el año 1954». El Correo del Golfo. Consultato il 12 febbraio 2022.